# هاري وايتهيد
هاري وايتهيد (19 سبتمبر 1874 - 14 سبتمبر 1944)  (بالإنجليزية: Harry Whitehead)‏ هو لاعب كريكت بريطاني (وحمل سابقاً جنسية المملكة المتحدة لبريطانيا العظمى وأيرلندا).